# Лихтенштајн на Летњим олимпијским играма 2012.
Лихтенштајн је учествовао на Летњим олимпијским играма 2012. у Лондону. Било је то његово 16. учешће на Летњим олимпијским играма.
Представљала су их три такмичара (две жене и један мушкарац) који су наступали у 3 спорта (атлетика, пливање и тенис). Националну заставу на церемонији свечаног отварања игара 27. јула носила је тенисерка Стефани Фогт. На овим играма лихтенштајнски спортисти нису освојили медаљу а најбољи резултат остварила је пливачица Јулија Хаслер која је у дисциплини 800 метара слободним стилом заузела 17. место од 35 такмичарки.

## Атлетика
Мушкарци
| Атлетичар  | Дисциплина | Финале   | Финале  |
| Атлетичар  | Дисциплина | Резултат | Пласман |
| ---------- | ---------- | -------- | ------- |
| Марсел Чоп | Маратон    | 2:28:54  | 75.     |

## Пливање
Жене
| Пливачица     | Дисциплина    | Квалификације | Квалификације | Полуфинале     | Полуфинале     | Финале         | Финале         |
| Пливачица     | Дисциплина    | Рез.          | Плас.         | Рез.           | Плас.          | Рез.           | Плас.          |
| ------------- | ------------- | ------------- | ------------- | -------------- | -------------- | -------------- | -------------- |
| Јулија Хаслер | 400м слободно | 4:12,99       | 27.           | Није наступила | Није наступила | Није наступила | Није наступила |
| Јулија Хаслер | 800м слободно | 8:35,18       | 17.           | Није наступила | Није наступила | Није наступила | Није наступила |

## Тенис
Лихтенштајн је добио специјалну позивницу ИТФ за наступ на овим играма.
| Тенисерка    | Дисциплина       | 1. коло                  | 2. коло            | 3. коло            | Четвртфинале       | Полуфинале         | Финале             | Финале            |                   |
| Тенисерка    | Дисциплина       | Противник Резултат       | Противник Резултат | Противник Резултат | Противник Резултат | Противник Резултат | Противник Резултат | Пласман           |                   |
| ------------ | ---------------- | ------------------------ | ------------------ | ------------------ | ------------------ | ------------------ | ------------------ | ----------------- | ----------------- |
| Штефани Фогт | Појединачно жене | А. Татишвили ИЗГ 2–6 0–6 | Није се пласирала  | Није се пласирала  | Није се пласирала  | Није се пласирала  | Није се пласирала  | Није се пласирала | Није се пласирала |